# VSE (sistema operativo)
z/VSE (Virtual Storage Extended) es un sistema operativo para mainframes de IBM, el último de la línea DOS/360, iniciado en el año 1965. Es menos común que el prominente z/OS y es mayormente usado en las máquinas más pequeñas. El desarrollo de z/VSE tiene lugar principalmente en los laboratorios que IBM tiene en Böblingen, Alemania.

## Descripción
Originalmente, DOS/360 soportaba direccionamiento de 24 bits. Conforme el hardware subyacente evolucionaba, VSE/ESA añadió soporte para direccionamiento de 31 bits. IBM lanzó z/VSE Version 4 en 2007. z/VSE Version 4 requiere hardware 64-bit z/Architecture y soporta direccionamiento en modo real de 64-bit. z/VSE 5.1, disponible desde 2011, introdujo el direccionamiento virtual y los objetos de memoria -grupos de almacenamiento virtual- de 64 bits, que se alojan por encima de los 2 GB. La última versión disponible es, desde abril de 2014, z/VSE 5.2.
IBM recomienda a sus clientes de z/VSE que ejecuten Linux para System z, al mismo tiempo y en la misma máquina física, para ofrecer otro entorno de 64-bits que pueda acceder y extender las aplicaciones z/VSE y los datos vía Hipersockets usando middleware. CICS, unos de los sistemas de proceso de transacciones más populares, es extremadamente popular entre usuarios de z/VSE y soporta novedades como Web services. DB2 también está disponible y es también popular.
Job Control Language (JCL) es su interfaz para procesamiento por lotes. También hay otro interfaz especial para operadores de la consola de sistema. VSSE, de la misma forma que los sistemas z/OS, ha soportado tradicionalmente terminales 3270. Sin embargo, la mayoría de las instalaciones de z/VSE han comenzado a añadir acceso mediante navegador web a las aplicaciones.  TCP/IP es una opción adicional de pago para z/VSE por razones históricas y está disponible en dos versiones distintas desde dos vendedores. Ambos fabricantes ofrecen una pila completa TCP/IP con aplicaciones, como telnet y ftp. Una pila provee acceso TCP v4 sólo y la otra TCP v4 y IPv6. además de los paquetes disponibles para z/VSE, IBM también ofrece el método Linux Fastpath que emplea conexiones IUCV para comunicarse con invitados Linux ejecutándose en el mainframe. Usando este método, el sistema z/VSE es capaz de usar por completo la pila TCP/IP de Linux.

## Antiguas versiones de z/VSE
Desde z/VSE 3.1, se incluye soporte para el acceso a dispositivos de almacenamiento mediante Fibre Channel, aunque sólo en IBM Enterprise Storage Server (ESS) y posteriores.  z/VSE 3.1 sigue siendo compatible con mainframes de 31 bits, a diferencia de z/VSE 4. Esta versión estaba soportada hasta 2009. z/VSE 4.2 dejó de estar soportada desde octubre de 2012.
La generación anterior, VSE/ESA 2.7, ya no tiene soporte desde el 28 de febrero de 2007.